# Scooter
Pour les articles homonymes, voir Scooter (homonymie).

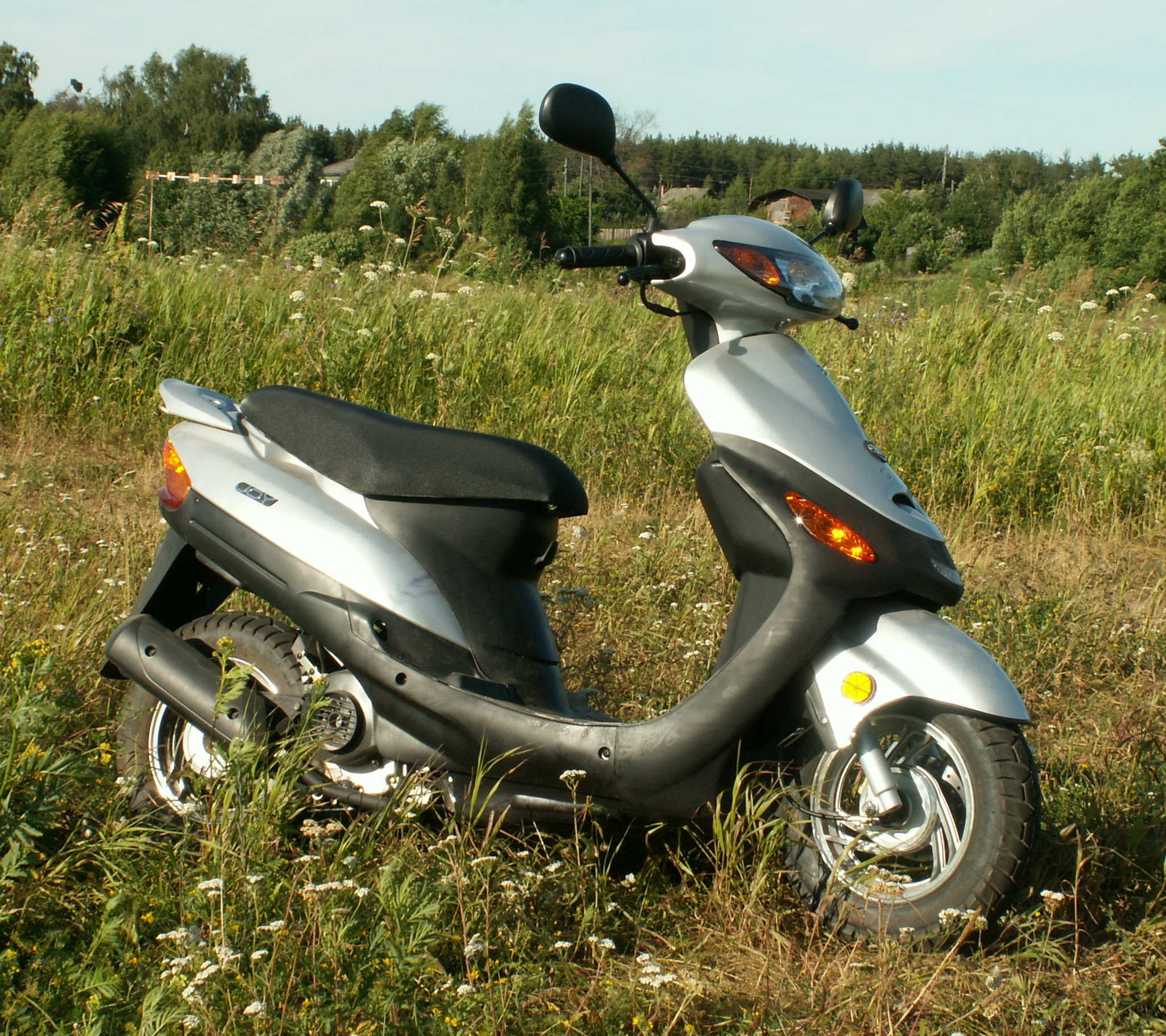
Scooter de catégorie cyclomoteur 50 cm3.

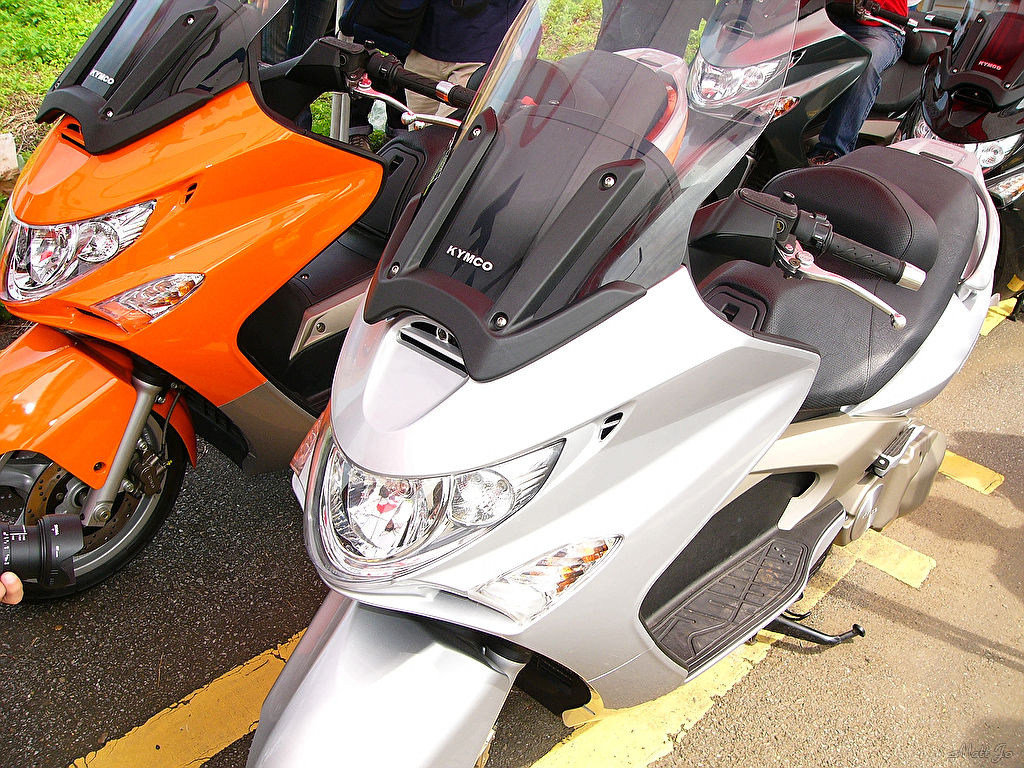
Scooters GT Kymco Xciting.

Un scooter (du verbe anglais to scoot signifiant « démarrer brusquement, filer ») ou scouteur (Canada) est un véhicule routier motorisé à deux ou trois roues, caractérisé par des roues de faible diamètre, un cadre ouvert formant plancher (un large espace entre les roues permet d’y placer les pieds et éventuellement des bagages) et un carénage.
Selon sa cylindrée, le scooter entre dans la catégorie des cyclomoteurs, jusqu'à 50 cm3, ou des motocyclettes au-delà de cette cylindrée. On parle de maxi-scooter, ou maxiscooter, quand la cylindrée dépasse 250 cm3 et que le gabarit est plus large que celui d'un scooter normal, ce qui nécessite, en France, d'avoir un permis spécifique.
Depuis le milieu des années 2000 se développe le marché des scooters à trois roues, qui allient cylindrée au-delà de 125 cm3 et, dans l'hexagone, conduit avec un permis de catégorie B. Historiquement à moteur thermique, les modèles récents sont de plus en plus électriques.
Les scooters sont souvent équipés d'un variateur de vitesse mécanique et d'un embrayage avec boîte de vitesses automatique. C'est un véhicule utile en ville, évitant les difficultés de stationnement, d'embouteillages — son gabarit lui permettant de se glisser entre le flot des voitures — et les fréquents changements de rapports de vitesse. Sa maniabilité et son gabarit le rendent très populaire en Europe, en particulier en Italie où la Vespa et la Lambretta font partie de l'imagerie populaire, mais aussi dans d'autres régions du monde, comme certains pays d'Asie (Inde, Viêt-nam, Chine, Japon et Philippines entre autres) où c'est un mode de locomotion économique.

## Histoire
Le premier véhicule s'apparentant à un scooter a été fabriqué en 1902 par George Gauthier sous la marque française Auto-Fauteuil (qui déposa son bilan en 1920). En 1903, les premiers scooters ont aussi leurs ancêtres aux États-Unis avec les premiers deux-roues motorisés de Cushman and Salsbury qui incarnent le scooter moderne. La firme Salsbury produisit le premier scooter automatique avec une transmission variable continue (TVC). En 1922, l'actrice Gaby Morlay fut photographiée sur un petit engin baptisé « scooter », cette photographie fut publiée dans l'Histoire de l'automobile et du cycle éditée par le magazine L'Illustration. La légende de cette photo était la suivante : « En 1922, parmi les automobiles à deux roues, on vit apparaître la plus petite de toutes, le scooter. C'est là un terme anglais, qui appartient à l'argot américain. Il signifie à peu près : qui court, qui file, et s'appliquait à un instrument amusant, en vérité un grand jouet. C'était la pédalette dont se servaient les enfants, à laquelle on avait appliqué un petit moteur à explosion. C'était une motocyclette pour rire, ou pour sourire. Mais elle n'a pas vécu. »
La Ner-a-Car américaine (et la Neracar britannique sous licence) pourrait être assimilée à ce type d'engin.

Première génération de scooters, 1915–1930
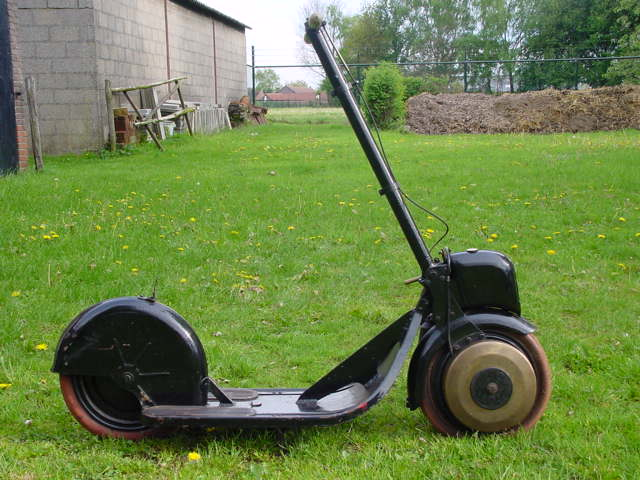
1919 Autoped Ever Ready
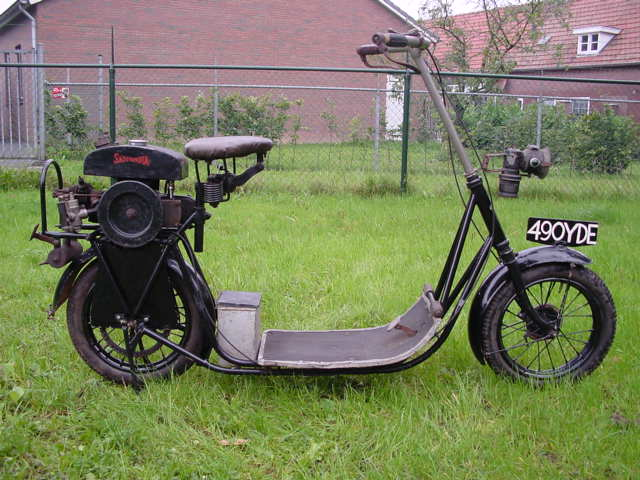
ABC Skootamota, conçu par  Granville Bradshaw
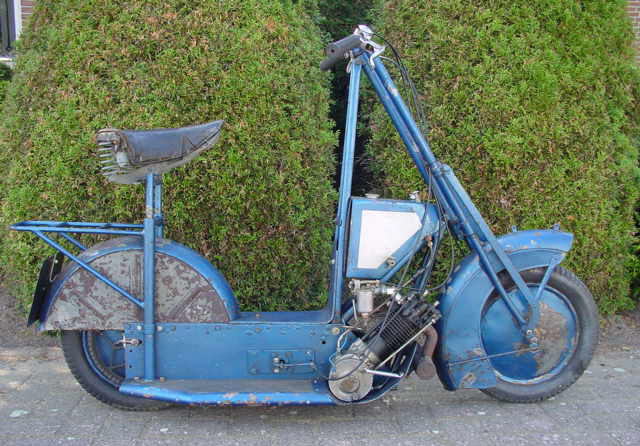
1921 Kenilworth scooter
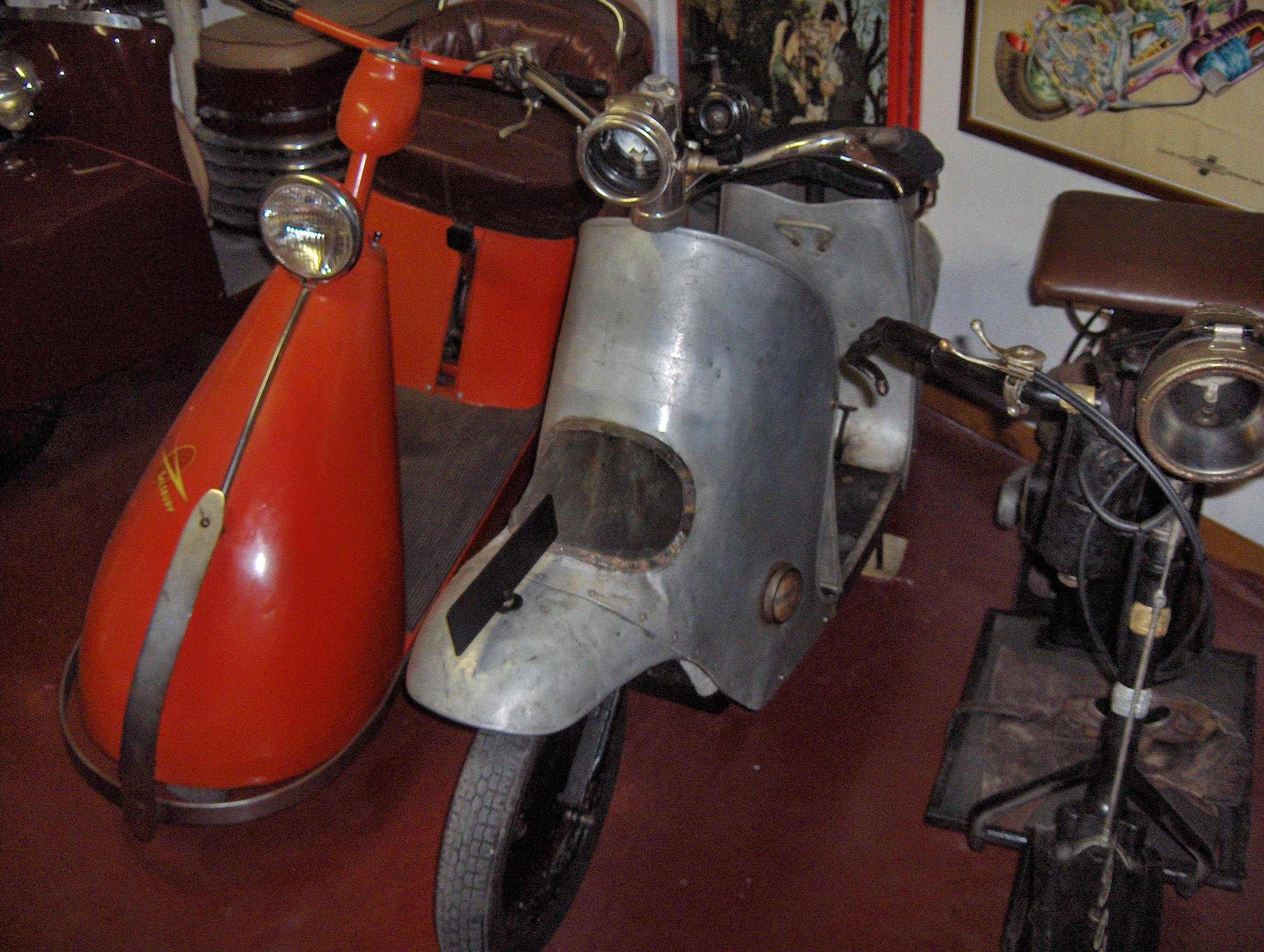
1920s Unibus scooter, à droite.
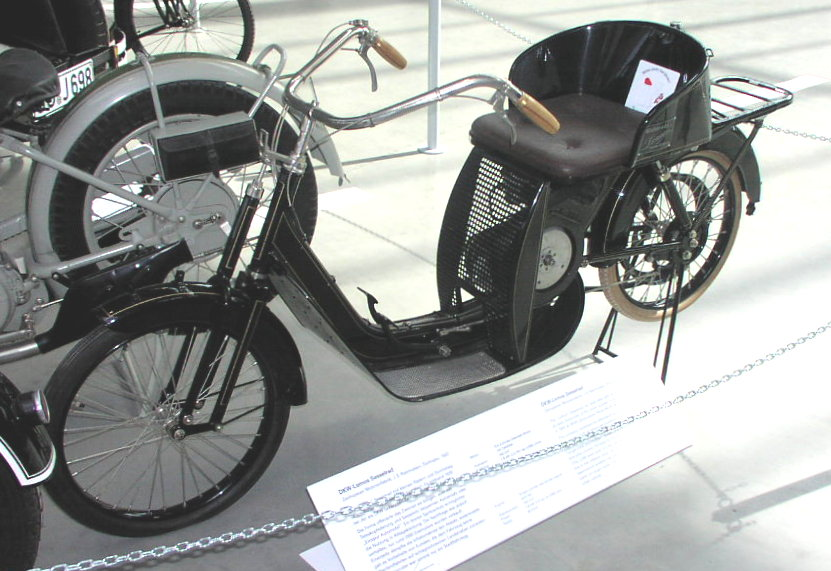
DKW Lomos, croisement entre un scooter et un auto-fauteuil

Le léger Cushman (en), ramassé et peu pratique, a été utilisé par les forces armées des États-Unis dans le corps de parachutiste comme véhicule terrestre durant la Seconde Guerre mondiale. Ce modèle très utilisé sur les aéroports militaires américains par les mécaniciens et armuriers a probablement inspiré les ingénieurs de Piaggio qui entretenaient les avions américains basés en Italie (1945).
Le premier scooter moderne est le Fuji Rabitt produit par Fuji Heavy Industries de 1946 à 1968 mais il reste cantonné à l'Asie.

Seconde génération de scooters, États-Unis 1936–1965, Japon 1946–1968
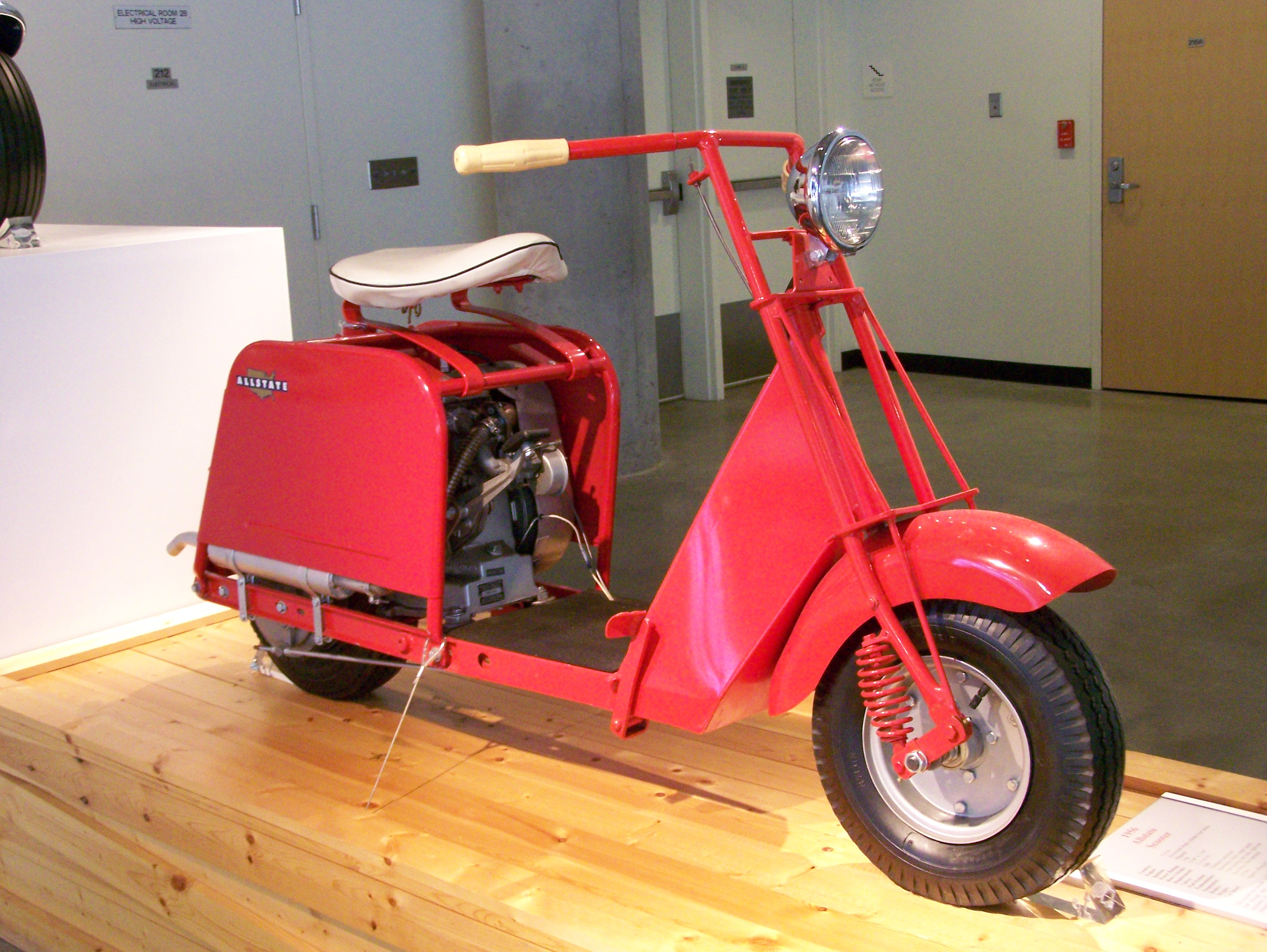
Scooter Cushman, ce modèle était vendu par Sears sous la marque Allstate (en).
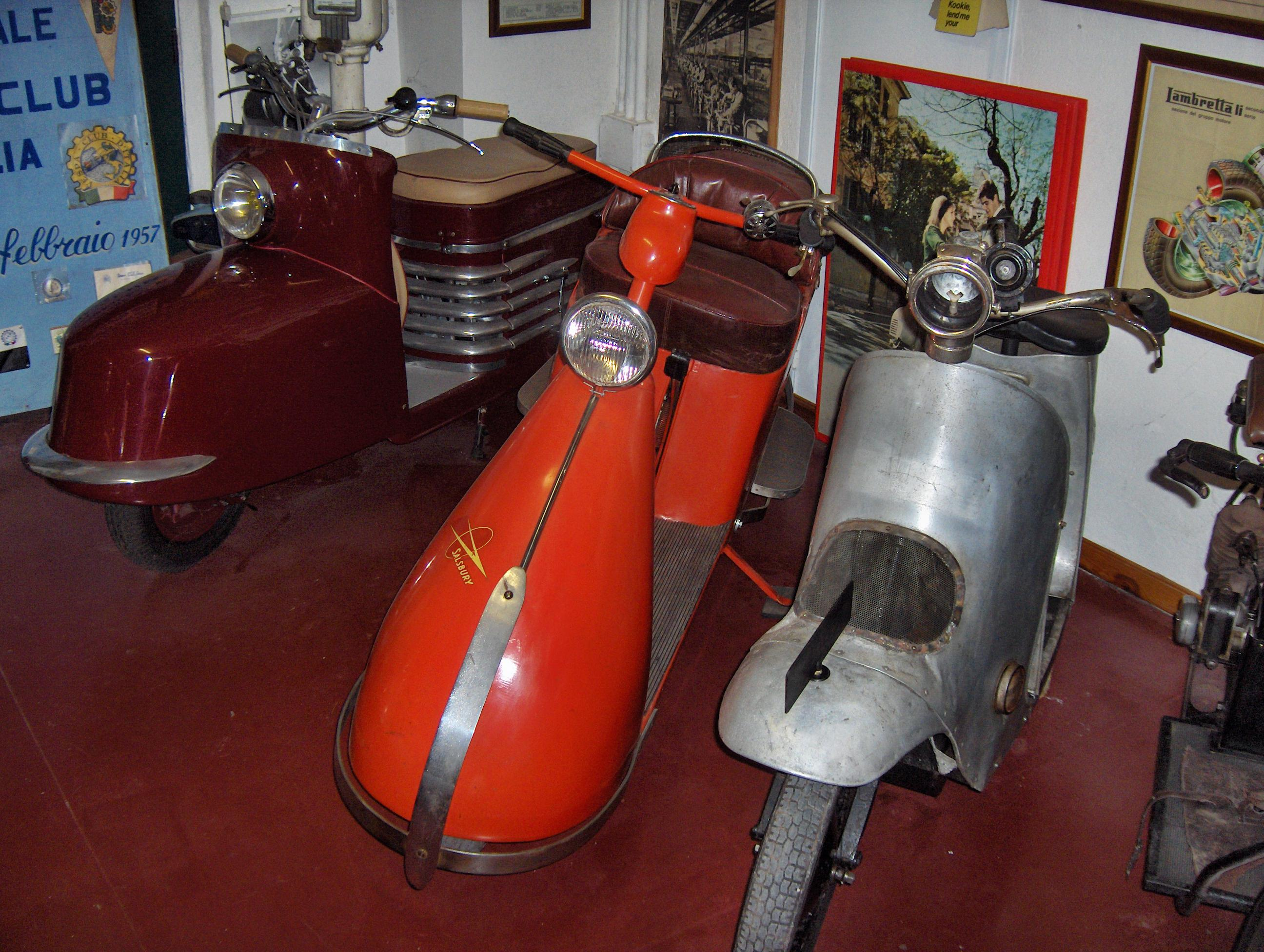
1948 scooter Salsbury Modèle 85 (au milieu).
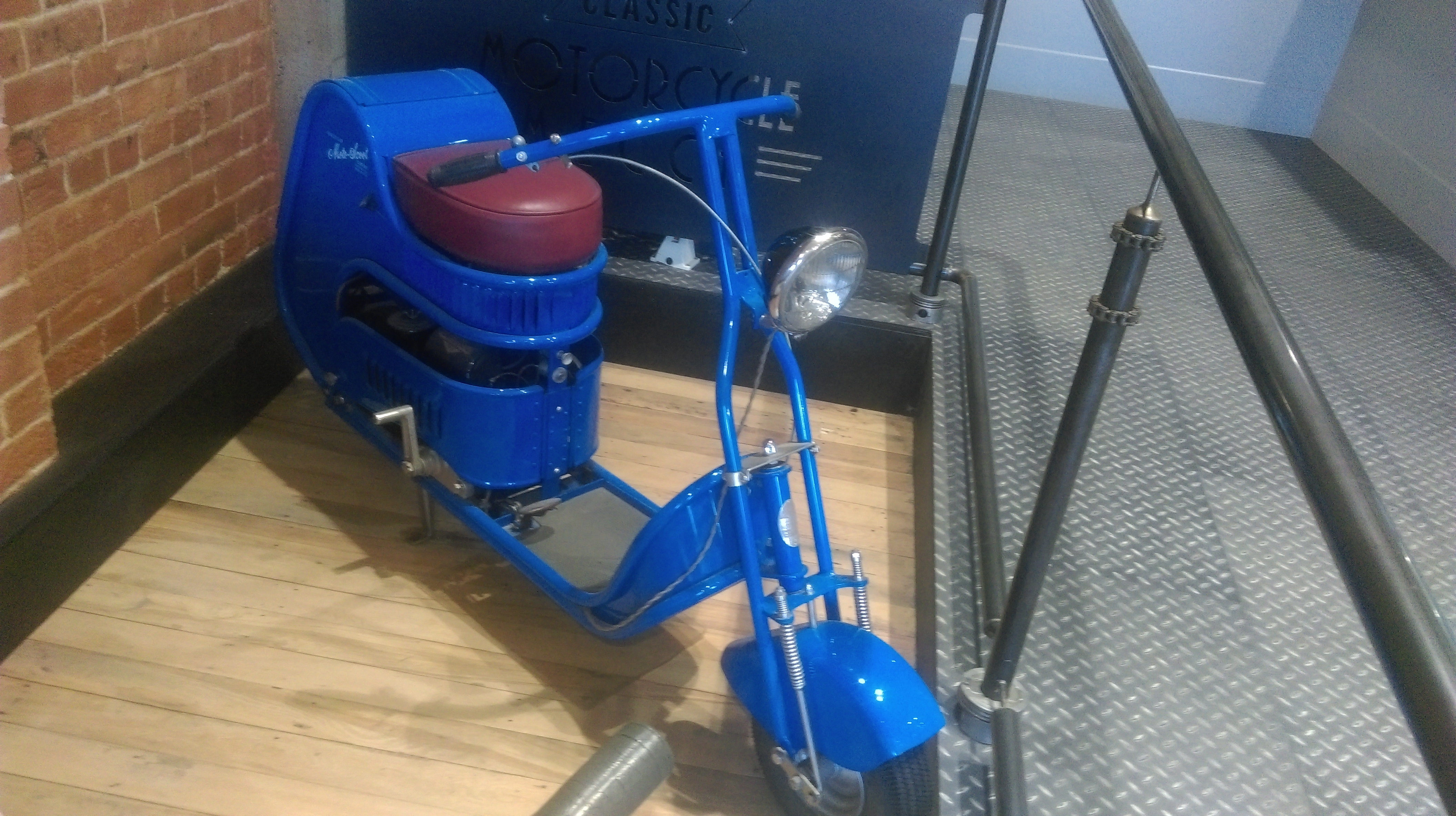
1948 Moto-Scoot 145 fabriqué à Chicago[5].
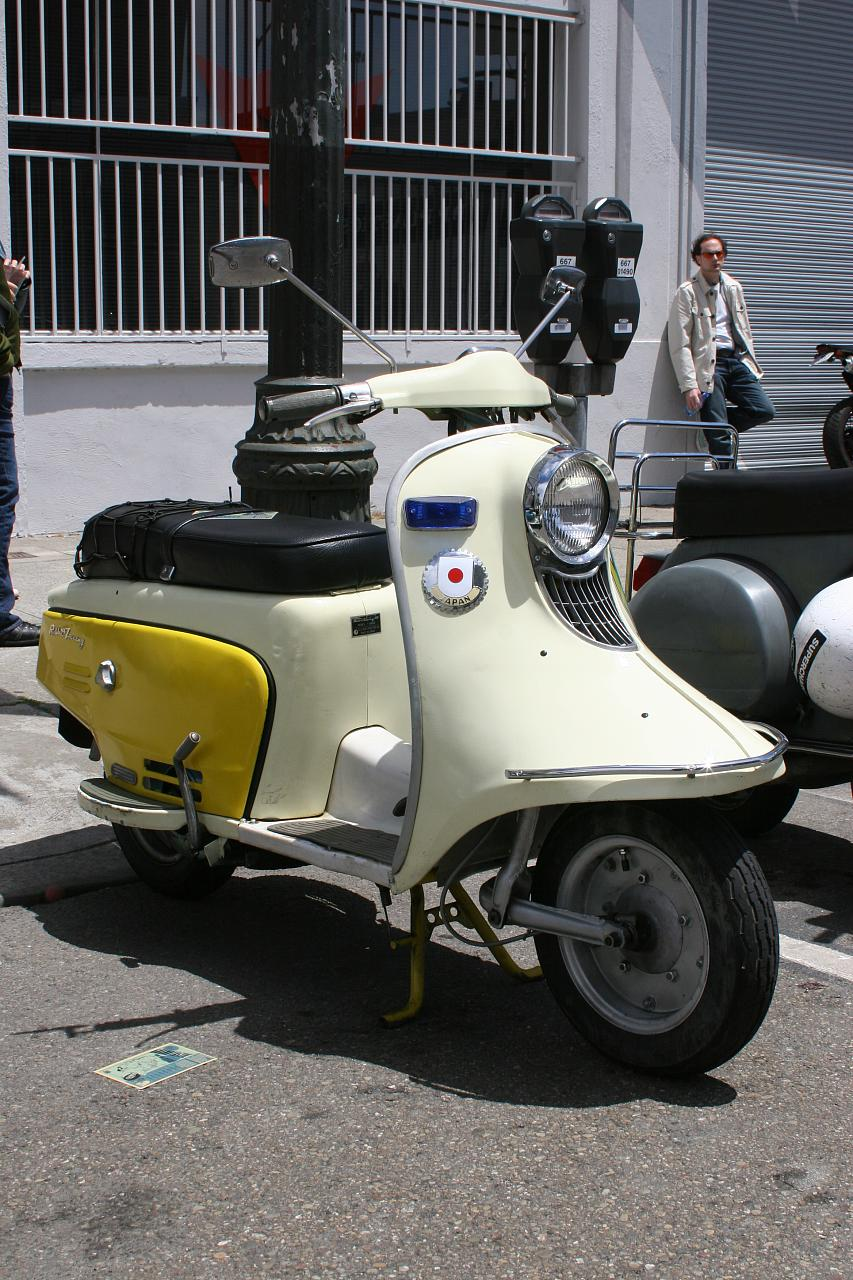
Fuji Rabbit Touring 150 (S-402).
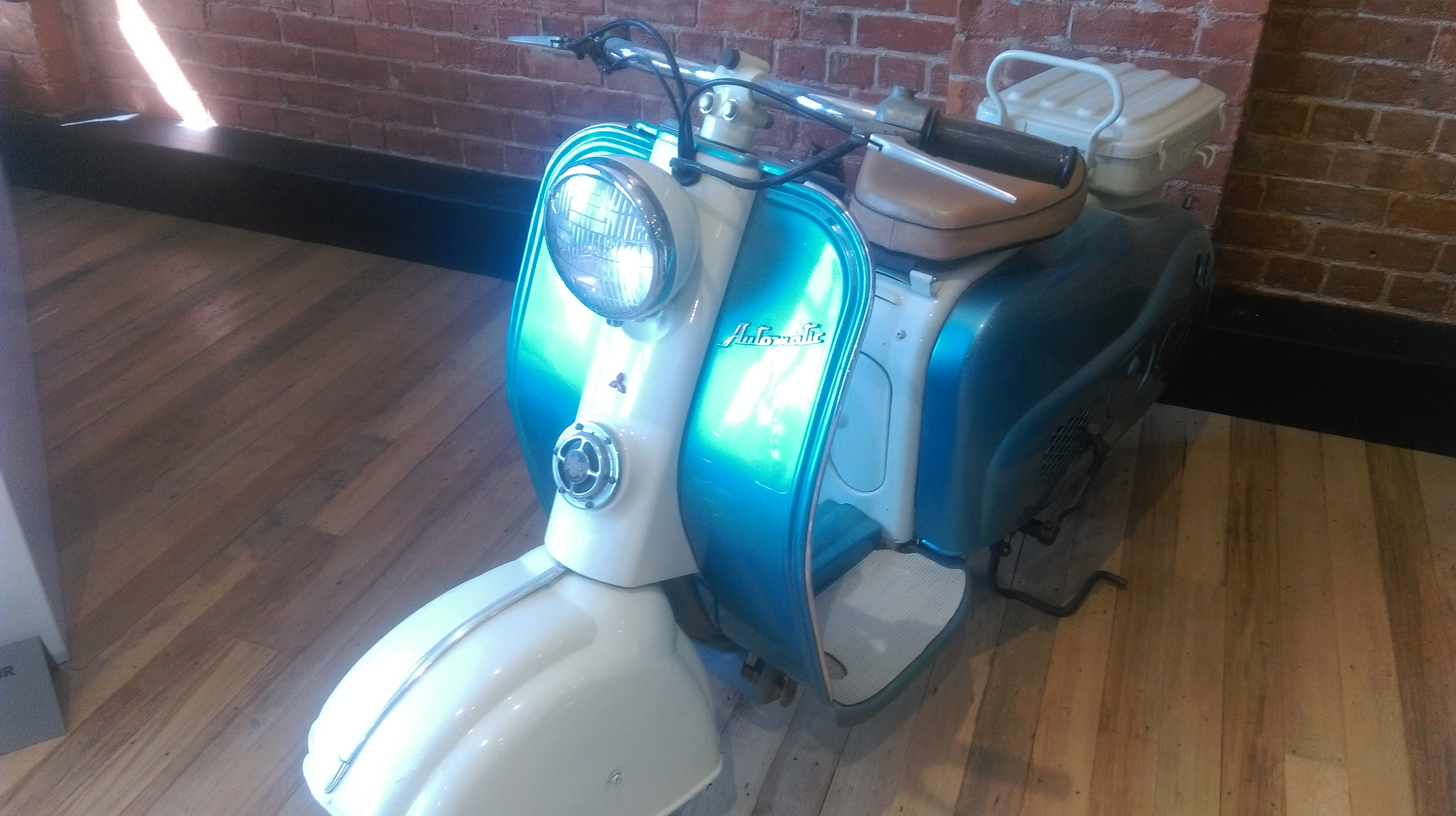
Mitsubishi Silver Pigeon.

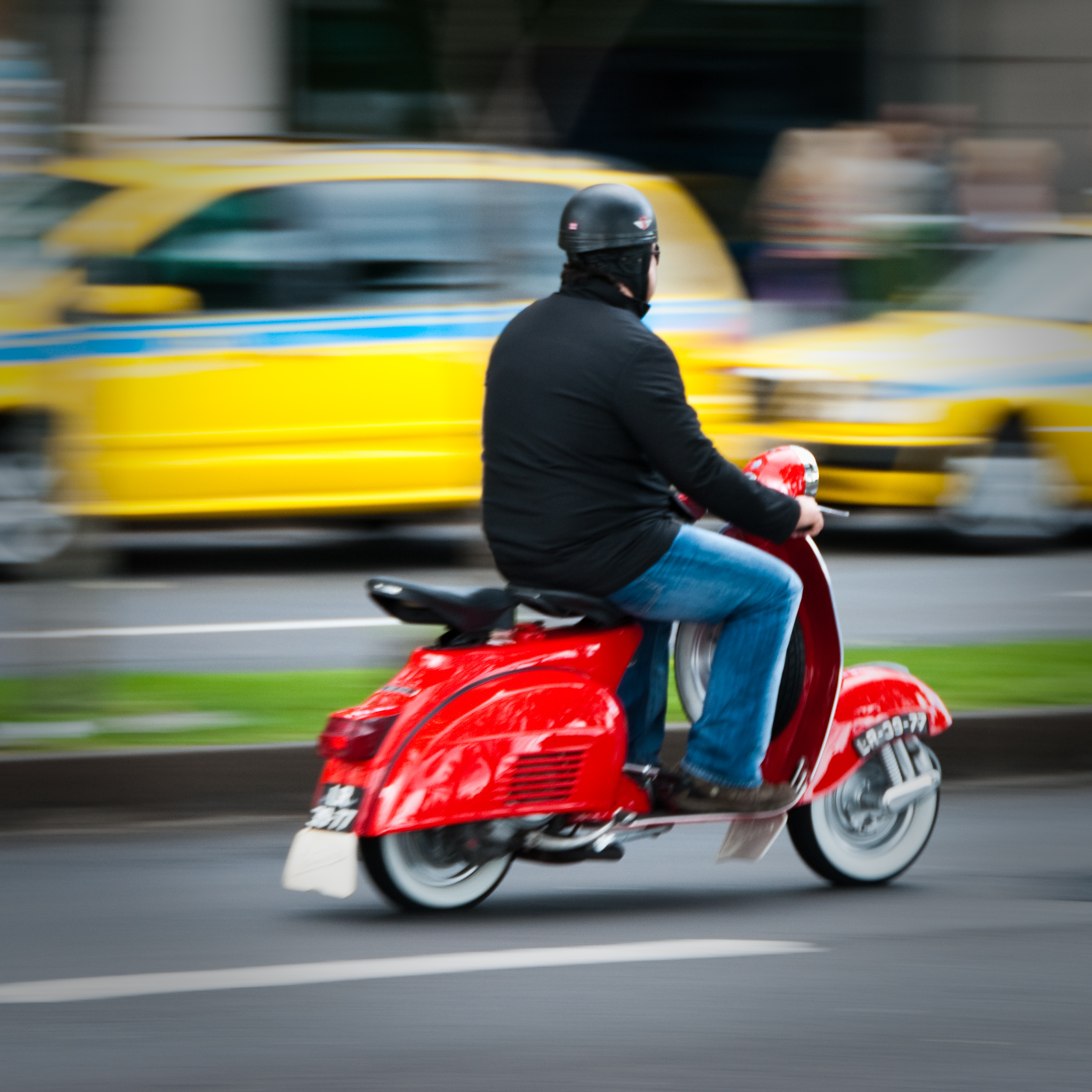
La Vespa, premier scooter vraiment populaire.

La Vespa, originellement produite par Piaggio six mois après a rapidement popularisé le scooter à moteur lorsqu'un moyen de locomotion économe était nécessaire. Construit à base de pièces d'avions avec des techniques aéronautiques et supprimant la courroie en installant le moteur dans l'axe de la roue, il aboutit à une redéfinition du véhicule pour trente-cinq ans. En dépit de la suprématie de Vespa sur le marché du scooter, il y eut compétition avec Lambretta, qui offrait des modèles rivalisant avec ceux de Vespa.
La première vague de scooters, des années 1950 au milieu des années 1970, constitue un véritable phénomène de société ; chaque pays voit naître des dizaines de constructeurs locaux, y compris les grandes marques nationales de motocycles européennes, plus ou moins bien inspirés.
Partout, des clubs d'utilisateurs se forment et organisent promenades, rallye et concours. Jugés dangereux par les parents, supplantés dans le cœur de la jeunesse par les nouvelles motos de loisirs japonaises qui envahissent l'Europe dans la seconde moitié des années 1970, les scooters connaissent une « traversée du désert », à l'exception notable de la Vespa, appréciée des coursiers et des professionnels pour ses aspects pratiques et sa robustesse proverbiale.
Dans les années 1980, de nouvelles versions de scooters sont lancées sur le marché, avec un certain succès populaire, particulièrement au Japon et en Extrême-Orient. Cette nouvelle vague de scooters commence à s'étoffer, devenant plus sportifs, améliorant les parties cycles. Le style classique de la Vespa reste très populaire. En revanche, il reste le plus commun et le plus copié de tous les dessins de scooter. Pratiquement, tous les constructeurs aujourd'hui proposent deux styles dans leurs gammes, un style « rétro », l'autre plus sport et moderne.
Les scooters équipés de moteurs à deux temps sont très polluants : ils seraient responsables de 60 % des particules fines émises dans l'air par le trafic à Bangkok, alors que ces engins ne correspondent qu'à 10 % du carburant consommé. Le problème est ressenti aussi en Europe du Sud, où ce moyen de locomotion est très populaire.

## Évolutions

### Scooter 125 à plancher plat
En général, ces modèles sont économiques, surtout lorsqu’ils sont équipés d’une injection (consommation à partir de 2,5 l aux 100 km). Les entretiens sont loin d’être onéreux et réalisables si le petit bricolage ne rebute pas. Une vidange représente moins d'un litre, réalisable en un temps record avec un outillage des plus réduits (un tournevis cruciforme, une clé, un entonnoir et du papier absorbant).

### Maxi-scooter

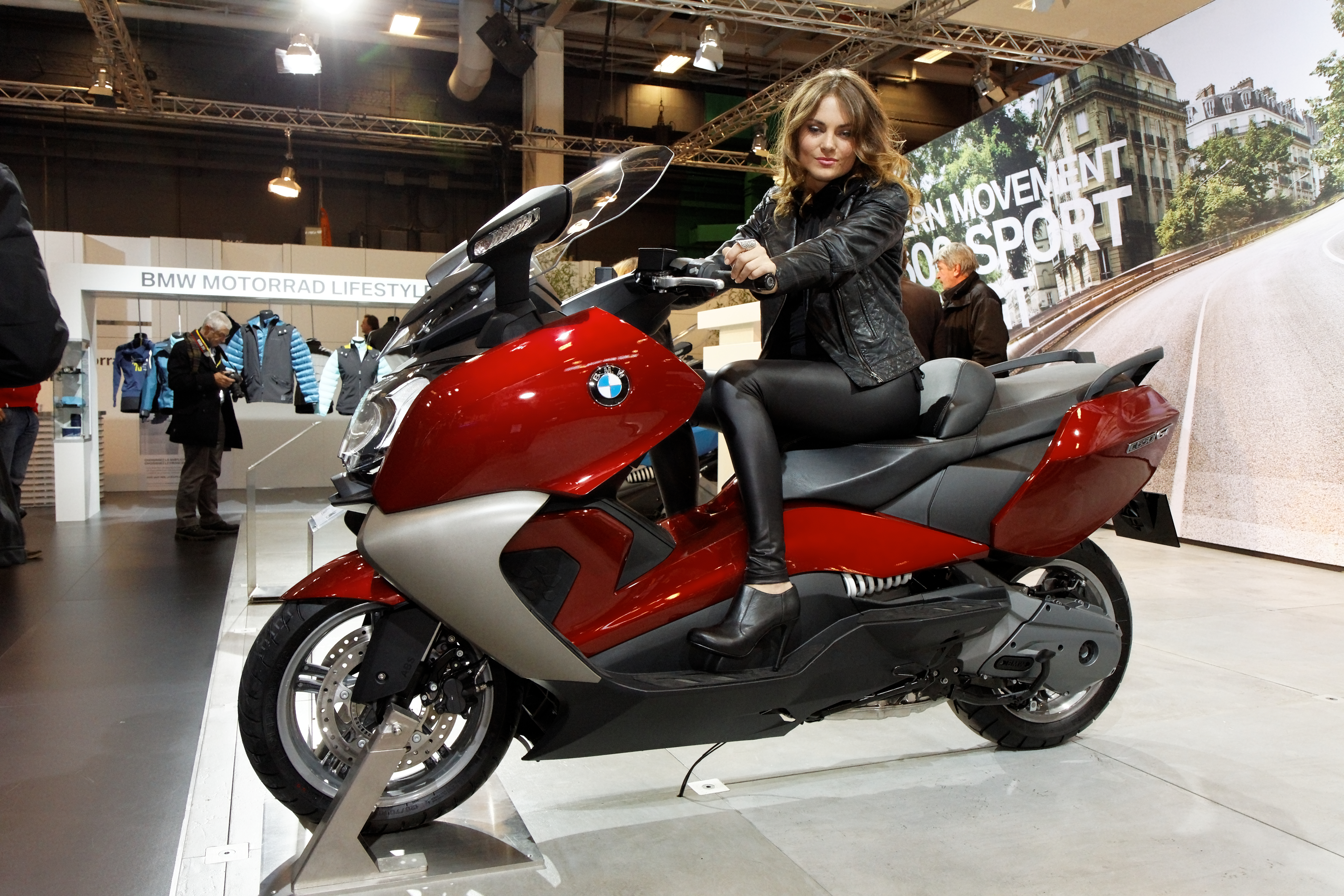
Maxi-scooter BMW.

Vu l'engouement pour les « petits » scooters, les constructeurs se sont lancés dans le « maxi » qui, par opposition, propose une plus grosse cylindrée et puissance. Tous les constructeurs s'y sont mis petit à petit : Suzuki avec les Burgman 400 et 600, Piaggio avec les MP3 300 et 500, Yamaha avec les Xmax 250 et 400 et le TMAX 500 en 2001 puis 530 en 2012, modèle le plus vendu en 2014 et 2015, Honda avec le CN 250 en 1986, le Forza 250 et les Silver Wing 400 et 600 ou BMW avec les C600 Sport et C650 GT. Le plus puissant à ce jour est l'Aprilia SRV avec 850 cm3, dépassant les 200 km/h en vitesse de pointe.
En 2013, BMW présente le C evolution, un modèle de maxi-scooter à propulsion électrique.

### Scooter électrique

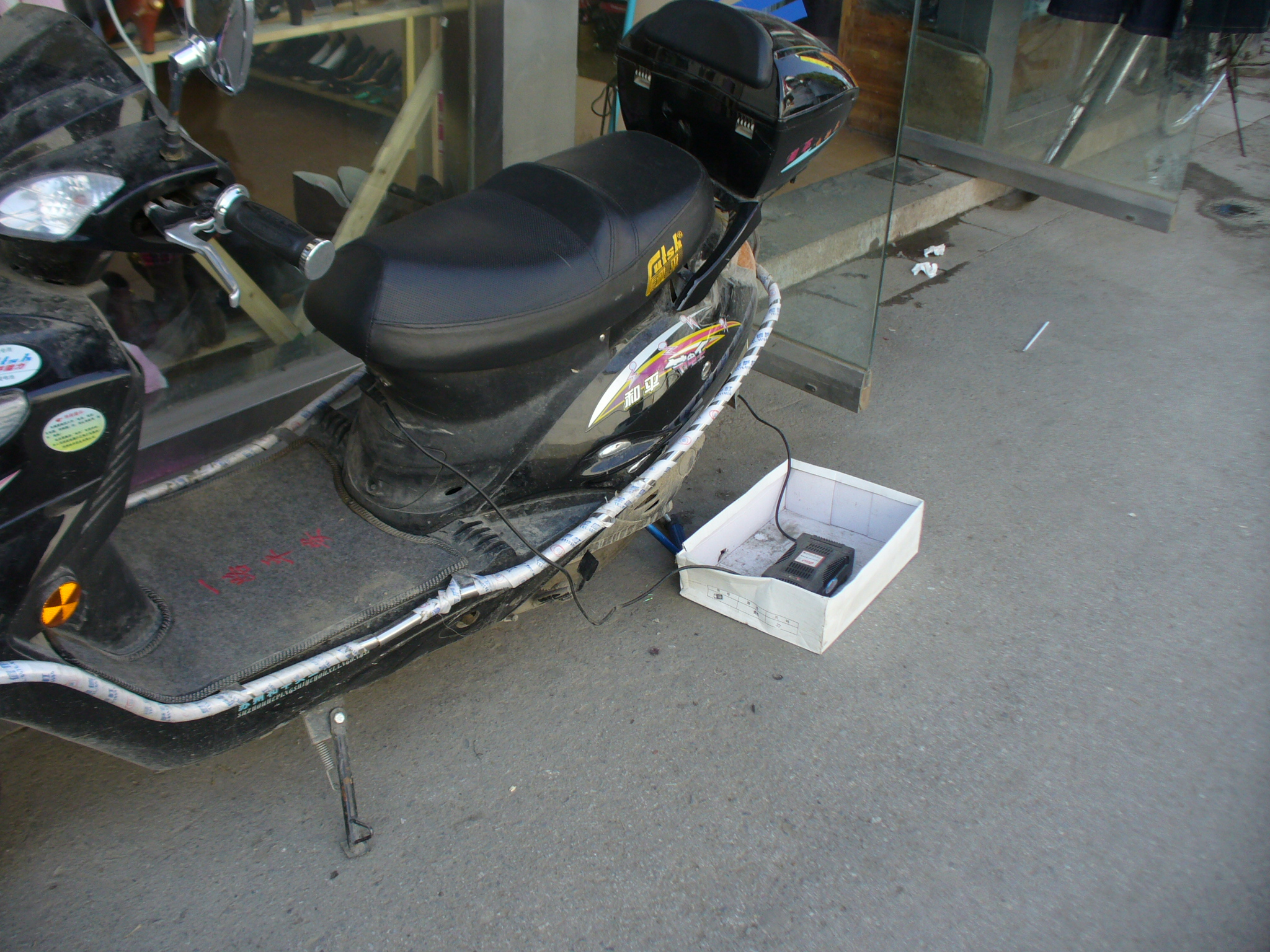
Scooter électrique en train de charger devant un magasin de Suzhou en Chine.

Un scooter électrique est un scooter muni d'un moteur électrique alimenté par des batteries. Ce type de véhicule encore peu répandu en France existe depuis les années 2000.
D'autres concepts peuvent être inventés et se rapprochant du scooter comme l'initiative d'un Chinois qui a conçu un scooter électrique à partir d'une valise. Son véhicule permet de parcourir cinquante à soixante kilomètres grâce à la batterie intégrée.

### Scooter à trois roues

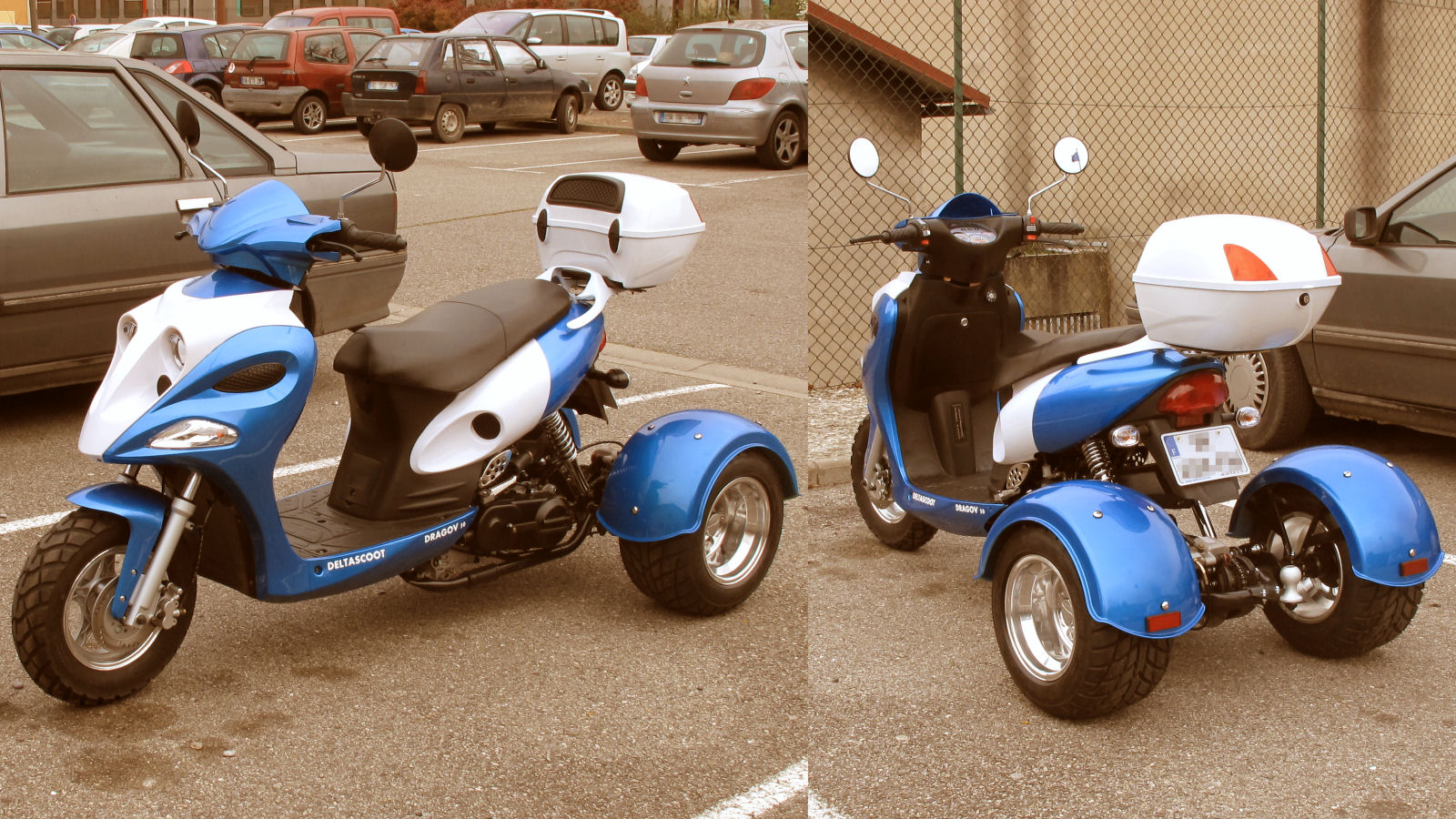
Scooter trois roues 50 cm3 Deltascoot.

Plusieurs configurations sont possibles, avec notamment deux roues placées à l'avant ou deux roues à l'arrière ; ces scooters peuvent être soit pendulaires (comme une moto), tels le Piaggio MP3, soit non inclinables (comme une voiture).
Le principal intérêt des deux roues à l'avant est l'augmentation de l'adhérence du véhicule. Le passage en courbe peut être plus rapide et rassurer le conducteur sur route mouillée, mais ces scooters sont plutôt lourds et chers. Le principal intérêt des deux roues non inclinables à l'arrière est de maintenir l'engin droit, à l'arrêt comme en roulant. Les virages se prennent généralement plus lentement pour limiter la force centrifuge et ainsi préserver le confort.

### Scooter à quatre roues
En 2010, La marque suisse Quadro a présenté un concept de scooter à quatre roues inclinables : le 4D. En novembre 2014, la version définitive est présentée : le Quadro 4. Il est homologué L5e grâce à un train avant avec un écartement supérieur à 460 mm et pour que les deux roues arrière soient considérées par la réglementation comme une roue unique, l'écartement est réduit à 450 mm. En 2019, la marque Quadro est désormais commercialisée sous le nom de « Qooder » (contraction de quatre et scooter),.

## Image populaire
Le scooter incarne la douceur de vivre à l'italienne, c'est-à-dire une notion de liberté, de plaisir et d'indépendance[réf. nécessaire], mais également les mods (contraction de « modernist »), un mouvement de la jeunesse anglaise — plus précisément autour de Brighton issu des années 1960-1970 — a utilisé le scooter comme un véritable signe de reconnaissance. Ils se déplaçaient en meute et avaient la particularité d'orner leurs véhicules de plusieurs rétroviseurs et de phares.

## Risques
D'une manière générale, la conduite des deux-roues motorisés est marquée par une plus forte accidentalité qui s'explique par des éléments spécifiques à ces engins, ainsi que par une trop faible considération accordée aux particularités de ce mode de déplacement. Sa réduction passe par des actions de formation, un respect accru des règles, la conception et la qualité des réseaux routiers, une meilleure prise en compte des interactions entre les différentes catégories d'usagers de la route.
En France, en 2018, les scooters de moins de 50 cm3 en agglomération sont impliqués dans 1 701 accidents avec un autre véhicule et 424 accidents tout seuls, et 253 accidents avec un piéton auxquels s'ajoutent 148 accidents hors agglomération, soit environ 2 500 accidents. Les deux autres catégories de scooter ont des chiffres de même ordre.
Par ailleurs, les usagers de scooters de plus de 50 cm3 représentent 11 % de la mortalité des motocyclistes.